# Yūji Takada
Yūji Takada (高田 裕司, Takada Yūji) est un lutteur japonais spécialiste de la lutte libre né le 17 février 1954 à Ōta (Gunma).

## Biographie
Yuji Takada participe aux Jeux olympiques d'été de 1976 à Montréal dans la catégorie des poids mouches et remporte la médaille d'or. Huit ans plus tard, lors des Jeux olympiques d'été de 1984 à Los Angeles, il remporte la médaille de bronze dans la même catégorie de poids.
Aux Championnats du monde de lutte, il est médaillé d'or en 1974, 1975, 1977 et 1979 et médaillé de bronze en 1973 dans la catégorie des poids mouches.